# Eptla
Eptla är en ort i Mexiko.   Den ligger i kommunen Zongolica och delstaten Veracruz, i den sydöstra delen av landet, 250 km öster om huvudstaden Mexico City. Eptla ligger 761 meter över havet och antalet invånare är 106.
Terrängen runt Eptla är mycket bergig. Runt Eptla är det ganska tätbefolkat, med 222 invånare per kvadratkilometer. Närmaste större samhälle är Zongolica, 10,7 km nordväst om Eptla. I omgivningarna runt Eptla växer i huvudsak städsegrön lövskog.